# Epiphragma (Eupolyphragma) nigrotibiatum
Epiphragma (Eupolyphragma) nigrotibiatum is een tweevleugelige uit de familie steltmuggen (Limoniidae). De soort komt voor in het Oriëntaals gebied.